# Joannes Manlius
Joannes Manlius, auch Johann Manlius, Johann Mannel, slowenisch Mandelz, ungarisch János Manlius (geb. vor 1562 – 1604 oder 1605 in Deutschkreutz) war ein Wanderbuchdrucker der frühen Neuzeit. Er druckte sowohl religiöse als auch weltliche Schriften und war vor allem in Slowenien sowie nach seiner Vertreibung in Westungarn, vor allem dem heutigen Burgenland tätig. Er gilt als erster und bedeutendster Buchdrucker des Burgenlandes.

## Leben
Seine Herkunft ist bis heute unklar. Es wird angenommen, dass er in einem Küstenort oder der Krain geboren wurde. Gelegentlich heißt es, er käme aus Württemberg.
Als sicher gilt, dass er mit Primus Truber in Kontakt stand. Auch soll er das Druckerhandwerk in der slowenischen Druckerei des Hans Ungnad in Urach und Tübingen erlernt haben.
Er gründete 1562 eine Buchhandlung in Laibach. Im selben Jahr war er wahrscheinlich aus Württemberg gekommen. Die Druckwerke mussten wegen der strengen Zensur aus Deutschland eingeschmuggelt werden.
Der damalige Laibacher Prädikant und Bibelübersetzer Georg Dalmatin regte ihn zur Gründung einer eigenen Druckerei an. Nachdem dies zuerst verboten wurde, konnte nach Interventionen einflussreicher Gönner 1575 sein erster eigener Druck, der von Dalmatin ins Slowenische übersetzte Jesus Sirach, erscheinen. 1578 druckte er seine erste Zeitung mit einem Bericht der Eroberung Möttlings durch die Türken. Nachdem Dalmatin 1579 die Bibel ins Slowenische übersetzt hatte, verhandelten die Stände im Folgejahr mit Manlius über die Drucklegung und dieser legte einen Probedruck vor. Wegen des Verbots des Vizedoms, ohne sein Wissen zu drucken und weil es sich um ein slowenischsprachiges, protestantisches Werk handelte, wurde er deshalb der Erblande verwiesen.
Vom Krainer Landtag erhielt er ein Empfehlungsschreiben an den Herzog von Württemberg, woraus man schließt, dass er ursprünglich dorthin gehen wollte. Warum es ihn ins damalige Westungarn verschlug ist nicht genau bekannt. Man vermutet er wurde vom Grazer Superintendenten Jeremias Homberger dorthin verwiesen, welcher mit dem Hofprediger der Batthyany, Stephan Beythe, in Verbindung stand. Für diese Version spricht, dass er in Güssing zuallererst Hombergers Viola Martia verlegte.
In der folgenden Zeit wechselte er öfter den Ort. So war er seinen Angaben nach 1586/87 in Warasdin tätig und druckte kroatischsprachige Werke. Weitere Orte seiner Tätigkeit waren neben Güssing Deutsch Schützen, Deutschkreutz, Eberau und Sárvár.
Seine Todesdatum ist unbekannt. Er starb vermutlich 1604 oder 1605 in Deutschkreutz.

## Werk
Manlius verlegte sowohl geistige als auch weltliche Schriften. In den geistigen steht vor allem die Reformation im Vordergrund. Die weltlichen erstrecken von Unterhaltungsliteratur, die weltlichen sind nach damaliger Definition Zeitungen sowie auch die erste Pflanzenkunde, die auf heute österreichischem Territorium verlegt wurde, Stirpium Nomenclator Pannonicus von Carolus Clusius. Er war auch selbst als Autor tätig, wie etwa in der Genealogie derer vom Rhein.
Seine Werke gelten gemeinhin als Raritäten, von vielen kennt man nur noch den Titel. Man vermutet, es gebe noch eine Anzahl gänzlich unbekannter Werke von ihm. Grund für diese spärliche Überlieferung ist die Verfolgung, da protestantische Schriften in den Erblanden oft einfach verbrannt wurden.
Vermutlich aufgrund dieser Verfolgung gab Manlius in seinen Werken häufig verschiedene Namen für denselben Ort an. Einige Manliusforscher nehmen sogar an, dass es sich bei Warasdin, Deutsch Schützen und Sárvár um rein fingierte Orte handelt, um Verfolger zu täuschen.
Als Sprache benutzte er in seiner ungarischen Zeit für religiöse Schriften vor allem Latein. Ansonsten benutzte er vor allem Ungarisch, aber auch Deutsch.